# November 2004
Portal Geschichte | Portal Biografien | Aktuelle Ereignisse | Jahreskalender | Tagesartikel

◄ |
20. Jahrhundert |
21. Jahrhundert

◄ |
1970er |
1980er |
1990er |
2000er
| 2010er | 2020er | 2030er | ►

◄ |
2000 |
2001 |
2002 |
2003 |
2004
| 2005 | 2006 | 2007 | 2008 | ►

◄ |
August 2004 |
September 2004 |
Oktober 2004 |
November 2004 |
Dezember 2004 |
Januar 2005 |
Februar 2005 |
►
Dieser Artikel behandelt tagesbezogene Nachrichten und Ereignisse im November 2004.

## Tagesgeschehen

### Montag, 1. November 2004
- Bagdad/Irak: Am Morgen wird der Vizegouverneur von Bagdad Hatem Kamil erschossen.
- Berlin/Deutschland: Der Ministerpräsident von Brandenburg Matthias Platzeck (SPD) tritt sein Amt als Präsident des Bundesrates an. Platzeck ist der erste Bundesratspräsident, den das Land Brandenburg stellt.[1]
- Henan/China: Am Wochenende kamen in Langchenggang bei Auseinandersetzungen zwischen Han-Chinesen und islamischen Hui-Chinesen nach heutiger Bestandsaufnahme sieben Menschen ums Leben. Für die Stadt wird das Kriegsrecht ausgerufen.[2]
- Jerusalem/Israel: 20.000 jüdische Siedler und Anhänger protestieren gegen die Pläne des israelischen Premiers Ariel Scharon, die den Abzug der israelischen Truppen aus dem Gazastreifen und die Auflösung der dortigen Siedlungen vorsehen.
- Tel Aviv/Israel: Bei einem Selbstmordattentat auf einem Markt werden mindestens vier Menschen getötet und 30 weitere verletzt. Zu dem Anschlag bekennt sich die palästinensische Terrororganisation Volksfront zur Befreiung Palästinas.
- Washington, D.C./Vereinigte Staaten: Die „Internationale Projektgruppe Auschwitz-Sammelklage“ verklagt US-Präsident George W. Bush auf Schadensersatz, weil dessen Großvater Prescott Bush an einem Unternehmen beteiligt war, das Gewinn aus der Zwangsarbeit von KZ-Häftlingen zog.

### Dienstag, 2. November 2004

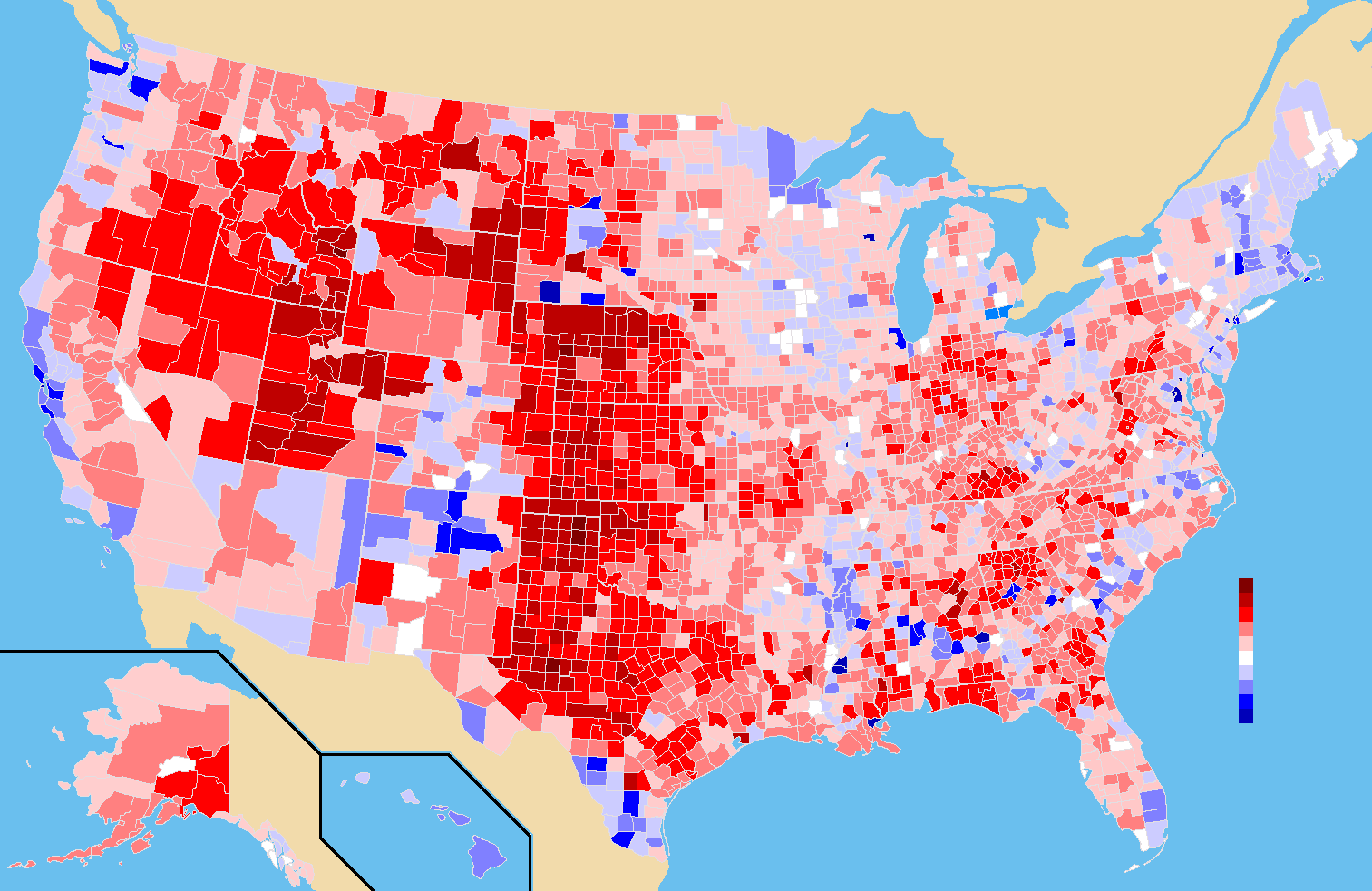
US-Präsidentschaftswahl: Stimmenanteile der Parteien nach County, rot=Republikaner

- Amsterdam/Niederlande: Ein Islamist erschießt den Filmemacher Theo van Gogh.
- Berlin/Deutschland: Beginn des dreitägigen Staatsbesuchs von Königin Elisabeth II. in Deutschland. Stationen sind Schloss Charlottenburg, das Kanzleramt und die Neue Wache.
- Köln/Deutschland: Harald Schmidts Rückkehr ins Fernsehen wird offiziell bestätigt. Seine neue 30-minütige Sendung soll ab 23. Dezember jeweils mittwochs und donnerstags im Ersten gesendet werden. Manuel Andrack und Helmut Zerlett sollen auch wieder Teil der Show sein.
- Washington, D.C./Vereinigte Staaten: In den USA finden zeitgleich Präsidentschafts- und Kongresswahlen statt und die Stimmberechtigten entscheiden in elf US-Bundesstaaten über neue Gouverneure. Die Wahl bestätigt US-Präsident George W. Bush (Republikaner) in seinem Amt, sein Herausforderer von der Demokratischen Partei John Kerry erklärt umgehend seine Wahlniederlage. Bei der Wahl zum Senat und bei der Wahl zum Repräsentantenhaus verbleibt die Mehrheit der Sitze jeweils bei den Republikanern.[3][4]

### Mittwoch, 3. November 2004
- Abu Dhabi/Vereinigte Arabische Emirate: Scheich Chalifa bin Zayid Al Nahyan wird in das Amt des Präsidenten eingeführt. Er ist der Sohn des am Vortag verstorbenen Präsidenten Scheich Zayid bin Sultan Al Nahyan, der seit 1971 Staatsoberhaupt des Landes war.[5]
- Berlin/Deutschland: Das Kabinett billigt eine Novelle der Verpackungsverordnung, mit der die Handhabung des Pfands auf Einweggetränkebehälter  vereinfacht werden soll.
- Berlin/Deutschland: Der Deutsche Gewerkschaftsbund spricht sich in einer Entscheidung für die Bürgerversicherung als zukünftiges Modell für die Gesundheitsversorgung aus.
- Budapest/Ungarn: Ungarn gibt bekannt, dass es sein Militär zum 31. März 2005 aus dem Irak abziehen wird.
- Kabul/Afghanistan: Die Wahlkommission der ersten Präsidentschaftswahl nach Entmachtung der Taliban erklärt Amtsinhaber Hamid Karzai zum Gewinner der im Oktober durchgeführten Wahl.
- Kolding/Dänemark: Die Explosion der Feuerwerkskörper-Fabrik N. P. Johnsens führt zu Schäden in dreistelliger Millionenhöhe. Circa 2.000 Häuser werden beschädigt.[6]
- Montevideo/Uruguay: Bei den Präsidentschaftswahlen siegt Tabaré Vázquez.
- Zhengzhou/China: In der Provinz Henan gilt nach einer Auseinandersetzung zwischen Han- und Hui-Chinesen bis auf Weiteres der Ausnahmezustand.

### Donnerstag, 4. November 2004
- Braunschweig/Deutschland: Ein Zwölfjähriger erschießt am Abend seine Eltern und verletzt sich selbst lebensgefährlich. Vorangegangen waren Streitereien über seine Schulnoten.
- Brüssel/Belgien: Der designierte Präsident der Europäischen Kommission José Manuel Barroso stellt seinen abgewandelten Vorschlag für die künftige Kommission vor; unter anderem wird darin Franco Frattini den Kandidaten Rocco Buttiglione ersetzen.
- Düsseldorf/Deutschland: Queen Elisabeth II. des Vereinigten Königreichs besucht im Rahmen ihres Staatsbesuchs Düsseldorf.
- Newcastle upon Tyne/Vereinigtes Königreich: In einem Referendum in Nordostengland 2004 lehnen die Abstimmenden die Einrichtung einer gewählten Regionalversammlung ab.
- Irak: Drei britische Soldaten werden bei einem Selbstmordattentat getötet.
- Paris/Frankreich: Nach Angaben verschiedener Medien fiel der Vorsitzende der Palästinensischen Autonomiebehörde Jassir Arafat ins Koma. Die behandelnden Ärzte stufen seinen Zustand als kritisch ein.
- Suðurland/Island: Der Vulkan Grímsvötn spuckt seit Tagen Asche und Lava aus. Die hochgeschleuderten Staubmassen bedingen den Ausfall von Transatlantikflügen.

### Freitag, 5. November 2004
- Berlin/Deutschland: Die Bundesministerin der Justiz Brigitte Zypries stellt einen neuen Gesetzentwurf vor, der die Rechte schwerkranker Patienten in Patientenverfügungen stärken soll.
- Brüssel/Belgien: Auf dem Gipfeltreffen des Rats der Europäischen Union (EU) einigen sich die Staats- und Regierungschefs der EU-Mitgliedstaaten auf ein Hilfspaket für den Irak, formulieren Ideen für ein einheitliches Asylrecht und stellen im Abschlussdokument fest, dass die Beziehungen der EU zu den Vereinigten Staaten wichtig sind.
- Moskau/Russland: Präsident Wladimir Putin unterzeichnet nach der Zustimmung des Parlaments das Kyoto-Protokoll. Damit wird es zu Beginn des Jahres 2005 in Kraft treten, was durch den Ausstieg der Vereinigten Staaten zunächst verhindert wurde, doch mit der russischen Ratifizierung erreicht das Klimaschutz-Protokoll, das keine Sanktionen bei Zuwiderhandlungen vorsieht, erneut das vereinbarte Quorum.
- Stari Kevljani/Bosnien und Herzegowina: Im Westen der Republika Srpska endet die im August begonnene Exhumierung von Leichen aus einem Massengrab. Die Kommission für Vermisste Personen der Föderation Bosnien und Herzegowina teilt mit, dass nach aktuellem Kenntnisstand 456 Körper in dem Grab lagen.[7]

### Samstag, 6. November 2004
- Berlin/Deutschland: Die CSU und der BDI sprechen sich für die Streichung von Feiertagen und der flächendeckenden Einführung der 40-Stunden-Woche aus.
- Berlin/Deutschland: Nach Schätzungen der Bundesagentur für Arbeit wird jeder vierte Arbeitslosenhilfebezieher ab dem Beginn des Jahres 2005 keine Arbeitslosenunterstützung nach dem neu eingeführten Arbeitslosengeld II mehr erhalten.
- Den Haag/Niederlande: Nach dreimonatigem Streit einigen sich Regierung, Arbeitgeber und Gewerkschaften auf einen Kompromiss in der Sozialpolitik. Damit sind auch die Warnstreiks beendet.
- Samarra/Irak: Mindestens 34 Menschen kommen bei mehreren Anschlägen ums Leben.
- Ufton Nervet/Vereinigtes Königreich: Bei einem Zugunglück westlich von Reading werden am Abend sieben Menschen getötet und 150 verletzt. Ursache war ein Pkw auf den Gleisen.[8]

### Sonntag, 7. November 2004
- Ägypten: Bei einem Busunglück kommen mindestens 33 Menschen ums Leben, weitere 14 werden verletzt.
- Avricourt/Frankreich: Ein Atommülltransport mit zwölf Castor-Behältern befindet sich auf dem Weg von der Wiederaufarbeitungsanlage La Hague ins so genannte „Zwischenlager“ nahe der deutschen Stadt Gorleben, als der Protest gegen Atommülltransporte Richtung Deutschland erstmals zu einem Todesopfer in der Anti-Atomkraft-Bewegung führt. Bei einer Blockadeaktion trennt der Zug dem jungen Aktivisten Sébastien Briat, der sich an die Gleise kettete, beide Beine ab. In der Folge stirbt der Atomkraftgegner.
- Bagdad/Irak: Die irakische Übergangsregierung ruft mit 60-tägiger Wirkung den Notstand aus. Diese Maßnahme soll den Weg für die Wahl im Januar 2005 bereiten.
- Berlin/Deutschland: Der noch unveröffentlichte Waldzustandsbericht 2004 attestiert den Wäldern im Bundesgebiet einen schlechten Zustand. Insbesondere Buchen seien durch Stressfaktoren wie Hitze und Ozon bedroht. Ein Grund könnten die Klimaänderungen der letzten Jahre sein.
- Elfenbeinküste: In der Elfenbeinküste kommt es zu Ausschreitungen gegen oppositionelle Einrichtungen und Plünderungen von Häusern im Besitz französischer Staatsbürger. Frankreich verstärkt seine dortigen Truppen. 9 französische Soldaten wurden am Vortag getötet.
- Irak: Bei koordinierten Angriffen auf Polizeistationen im Westirak kommen 22 Menschen ums Leben.
- New York/Vereinigte Staaten: Auf dem geräumten Gelände von World Trade Center 1 und 2 begeht ein 25-jähriger Mann Suizid. Laut Presseberichten ist die Wiederwahl George W. Bushs ein mögliches Motiv.
- Paris/Frankreich: Bei Verhandlungen in Paris einigen sich Unterhändler Frankreichs, Deutschlands und des Vereinigten Königreichs mit der iranischen Regierung auf einen Kompromiss im Atomstreit. Der Kompromiss muss noch von den jeweiligen Regierungen unterzeichnet werden.
- Skopje/Mazedonien: Das Referendum gegen die neuen Gemeindegrenzen in Mazedonien ist gescheitert, da nur etwa 26 % der Stimmberechtigten abstimmen, womit das Quorum von 50 % verfehlt ist. Es bleibt dabei, dass alle großen Gemeinden im Westen Mazedoniens eine albanische Bevölkerungsmehrheit aufweisen.

### Montag, 8. November 2004

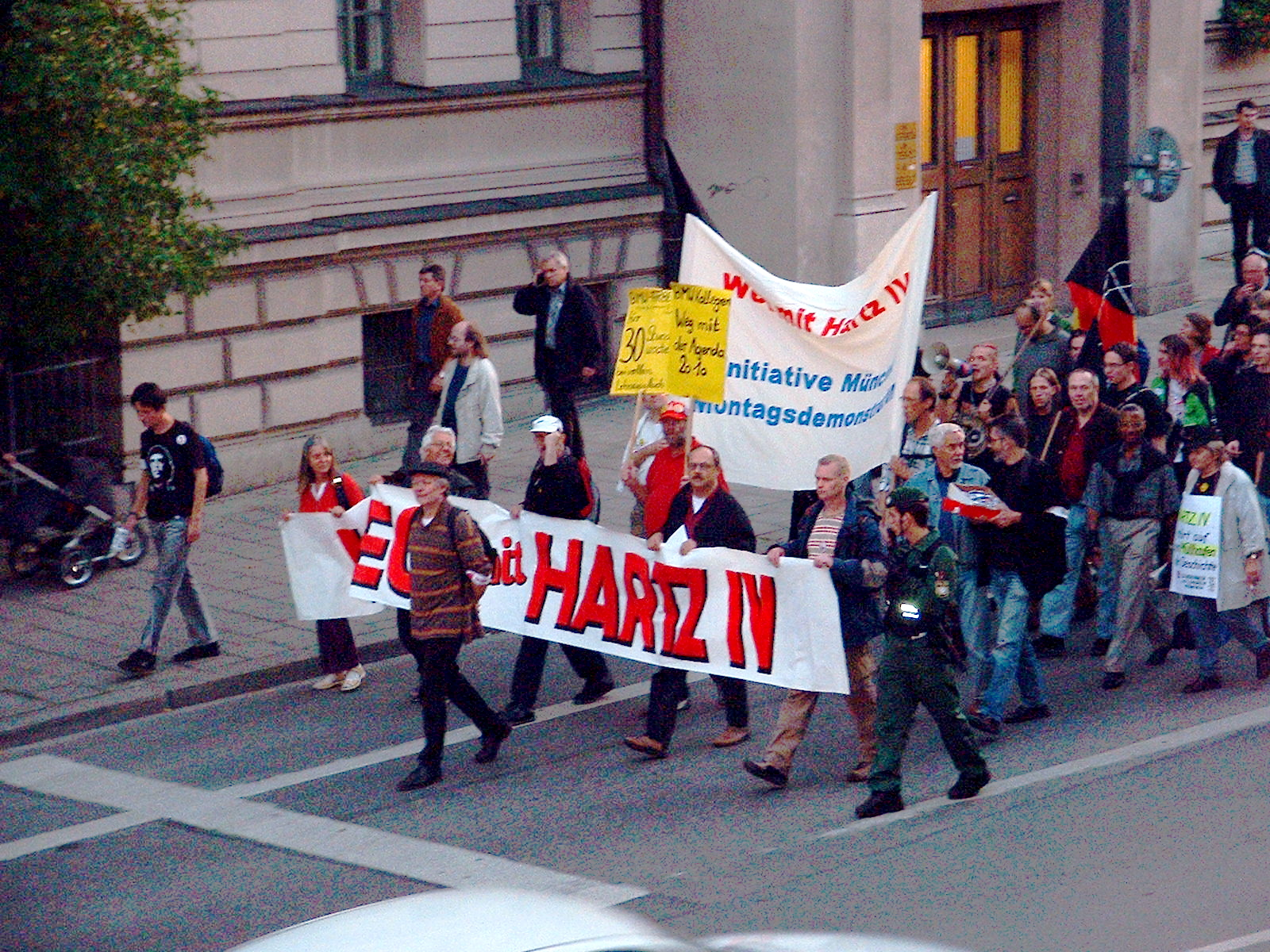
Demonstranten gegen Hartz IV warnen u. a. davor, dass mehr Kinder in Armut aufwachsen werden

- Berlin/Deutschland: Nach dem heute vorgelegten „Kinderreport Deutschland“ leben immer mehr Kinder in Deutschland unter der Armutsgrenze. Bereits 2002 waren es über eine Million Kinder. Thomas Krüger, Präsident des Kinderhilfswerks, verweist darauf, dass diese Zahl sich nächstes Jahr durch Hartz IV noch vergrößern werde. Ab 2005 werden voraussichtlich 1,5 Millionen Kinder mehr von Sozialhilfe leben müssen.
- Falludscha/Irak: Die Streitkräfte der Vereinigten Staaten beginnen, die zentralirakische Stadt Falludscha anzugreifen.
- Frankfurt am Main/Deutschland: Der Sportwagenhersteller Porsche AG zieht vor Gericht, um gegen die Frankfurter Wertpapierbörse zu klagen. Grund der Auseinandersetzung sind die geforderten vierteljährlichen Quartalsberichte, die das Unternehmen aufgrund der bürokratischen Kosten verweigert. Folglich nahm es die Börse 2001 aus dem Aktienindex MDAX. Die Porsche AG argumentiert, dass die wichtigste Börse in Europa, die London Stock Exchange, solche Berichte nicht zur Pflicht erhebt.
- Hannover/Deutschland: Das Kriminologische Forschungsinstitut Niedersachsen stellt in einer Studie einen drastischen Rückgang der Kriminalität seit 1993 fest. Insbesondere im Bereich der Schwer- und Schwerstkriminalität gab es in den vergangenen zehn Jahren einen starken Rückgang. Gleichzeitig steige jedoch die Wahrnehmung von Verbrechen in der Öffentlichkeit, vermutlich wegen einer breiteren Rezeption in den Medien.
- Japan: Ein Erdbeben der Stärke 5,9 Mw erschüttert den Norden Japans. Acht Menschen werden verletzt.
- Tschetschenien/Russland: In einer Offensive von Sicherheitskräften werden 22 Rebellen getötet. Darunter soll auch Suleiman Chairulla sein, der Mörder des früheren tschetschenischen Präsidenten Achmad Kadyrow.
- Washington, D.C./Vereinigte Staaten: Mehr als 300 Klimaforscher des Arktischen Rats, eines Forums von acht Arktis-Staaten, veröffentlichen ihren Bericht „Arctic Climate Impact Assessment“ zur Auswirkung des Klimawandels auf den Nordpol. Laut dem Bericht nimmt die Geschwindigkeit, mit der das arktische Eis schmilzt, zu. Da das verbleibende Eis eine immer kleinere Teilmenge der Sonnenstrahlung reflektiert und somit der Planet einen immer größeren Teil absorbiert, befürchten die Forscher eine beschleunigte Erderwärmung. Das Folgeszenario ist ein Anstieg des Meeresspiegels um bis zu sieben Meter und das Abreißen des Nordatlantikstroms.
- Washington, D.C./Vereinigte Staaten: Der Richter James Robertson vom Bundesbezirksgericht stellt fest, dass die von US-Präsident George W. Bush eingesetzten Militärkommissionen zur Verurteilung im Gefangenenlager Guantanamo festgehaltener mutmaßlicher Terroristen als Kriegsverbrecher sowohl die Verfassung der Vereinigten Staaten als auch die Genfer Konventionen verletzen. Die US-Regierung beabsichtigt, diese Entscheidung anzufechten.
- Wien/Österreich: Die Siemens AG übernimmt rund 16 % der Anteile an der VA Technologie AG von der Victory Industriebeteiligung AG und erklärt in der Folge, dass sie ein Übernahmeangebot zu 55 Euro je Aktie für den gesamten VA Tech Konzern legen will.

### Dienstag, 9. November 2004
- Bonn/Deutschland: Die Paketdiensttochterfirma der Deutschen Post DHL wird ihr europäisches Luftfrachtkreuz ab 2007 von Brüssel zum Flughafen Leipzig/Halle verlagern. 3.500 Arbeitsplätze sollen dort direkt entstehen.
- Deutschland: Die FDP und Wirtschaftsverbände sprechen sich für Wiedereinführung von Arbeit am Samstag aus.
- Mainz/Deutschland: Der CDU-Landesvorsitzende Christoph Böhr wird Spitzenkandidat bei der nächsten Landtagswahl sein. In einer Mitgliederbefragung der Partei konkurrierte er mit Peter Rauen.
- Paris/Frankreich: Der im Koma liegende Präsident der palästinensischen Autonomiegebiete Jassir Arafat erleidet Hirnblutungen. Die ihn vertretende politische Führung der Palästinenser schließt die Beendigung lebenserhaltender Maßnahmen aus, aber laut Medienberichten sei der Tod von Jassir Arafat in wenigen Stunden zu erwarten.
- Vereinigte Staaten: Ein Gericht erklärte die Militärtribunale im Gefangenenlager der Guantanamo Bay Naval Base auf Kuba für ungesetzlich.
- Washington, D.C./Vereinigte Staaten: Die Minister John Ashcroft (Justiz) und Donald Evans (Handel) treten am Abend zurück und werden dem neuen Kabinett von George W. Bush nicht mehr angehören. Bush nimmt die Rücktrittsgesuche an. Alberto R. Gonzales soll Nachfolger Ashcrofts werden. Zeitweise ist auch ein Austausch von Verteidigungsminister Donald Rumsfeld gegen die Nationale Sicherheitsberaterin Condoleezza Rice im Gespräch. Über einen Austausch oder Rücktritt von Außenminister Colin Powell wird spekuliert.
- Wien/Österreich: Der Chef der Internationalen Atomenergie-Organisation Mohammed el-Baradei fordert die Regierung Israels zum Verzicht auf Atomwaffen auf.
- Wiesbaden/Deutschland: Laut dem Statistischen Bundesamt zeitigen die auf dem Hartz-Konzept beruhenden Teile des Reformwerks Agenda 2010 der Bundesregierung erste Erfolge am Arbeitsmarkt.

### Mittwoch, 10. November 2004
- Bagdad/Irak: Drei Verwandte des irakischen Ministerpräsidenten Iyad Allawi werden in Bagdad entführt. Die Entführer verlangen die Einstellung der Angriffe in Falludscha und die Befreiung aller irakischen Gefangenen.
- Berlin/Deutschland: Die Bundesregierung trifft Vorbereitungen, um deutsche Staatsbürger aus dem westafrikanischen Krisenstaat Elfenbeinküste auszufliegen. Frankreich und die Vereinten Nationen haben bereits mit der Evakuierung von mehreren tausend Ausländern begonnen.
- Brüssel/Belgien: Nach einer Entscheidung des Hohen Gerichtshofs muss sich der rechtspopulistische Vlaams Blok auflösen. Wenige Tage später konstituiert sich mit Vlaams Belang eine Nachfolgeorganisation.
- Den Haag/Niederlande: Bei Anti-Terror-Razzien in drei Städten nimmt die niederländische Polizei sieben Verdächtige fest. Die Ermittlungen richten sich gegen ein Netzwerk radikaler Muslime. Seit dem Mord an Theo van Gogh kommen die Niederlande nicht zur Ruhe. In den vergangenen Tagen gab es zahlreiche Anschläge auf Moscheen, Kirchen und muslimische Schulen. Eine radikalislamische Gruppe, die sich Tawhid-Brigaden nennt, drohte mit Anschlägen in den Niederlanden. Ob die heutigen Festnahmen in Zusammenhang mit dem Mord stehen, wurde offen gelassen. Unmittelbar nach dem Mord wurden bereits mehrere radikale Muslime verhaftet.
- Dresden/Deutschland: Georg Milbradt wird vom Sächsischen Landtag in zwei Wahlgängen erneut zum Ministerpräsidenten gewählt. In beiden Wahlgängen stimmen nur 62 der 68 Mitglieder von CDU und SPD für ihn. Der NPD-Kandidat, dessen Partei 12 Landtagsmandate hat, erhält in beiden Durchgängen 14 Stimmen.[9]
- Frankfurt am Main/Deutschland: Erstmals notiert der Euro über 1,30 US-Dollar. Ausschlaggebend ist die Schwäche des Dollars.
- Paris/Frankreich: Es wird offiziell bestätigt, die Niere und die Leber von PLO-Chef Jassir Arafat arbeiteten nicht mehr, ein Abschalten der lebenserhaltenden Geräte komme aber nicht in Frage. Wegen einer Entzündung seines Verdauungstraktes habe Arafat 26 Tage nicht gegessen. Dies habe den Blutkreislauf geschädigt und zum Verlust roter Blutkörperchen geführt. Deswegen sei es schwierig geworden, ihn intravenös zu ernähren und es sei zu einer Gehirnblutung gekommen. Die Palästinenserführung hat den Parlamentspräsidenten Rauhi Fattu zum vorläufigen Nachfolger ernannt. In Kairo ist die offizielle Trauerfeier geplant. Danach soll Arafat in Ramallah im Hauptquartier der Palästinensischen Autonomiebehörde beigesetzt werden. Ariel Scharon drückt seine Hoffnung auf eine neue Ära im Verhältnis zu den Palästinensern aus.
- Japan. Der deutsche Philosoph und Soziologe Jürgen Habermas erhält für sein Lebenswerk den Kyoto-Preis.

### Donnerstag, 11. November 2004
- Den Haag/Niederlande. Nach dem Mord an dem Filmemacher Theo van Gogh durch einen radikalen Moslem will die niederländische Regierung schärfer gegen gewaltbereite Extremisten vorgehen. Unter anderem ist geplant, bei vorhandener doppelter Staatsbürgerschaft die niederländische Staatsangehörigkeit abzuerkennen.
- Hamburg/Deutschland. Robin Cook, ehemaliger britischer Außenminister, äußert in einem Interview mit der Tagesschau, dass er von einer Eroberung Falludschas keine grundlegende Verbesserung der Lage im Irak erwarte. Er sagt: „Das Stichwort ‚Vietnam‘ ist wahrscheinlich nicht verkehrt.“
- Itzehoe/Deutschland. Den vom Bundespräsidenten ausgelobten Deutschen Zukunftspreis gewinnt in diesem Jahr das Fraunhofer-Institut für Siliziumtechnologie. Mit Siemens und Infineon hat das Institut ein „Labor auf dem Chip“ entwickelt.
- Köln/Deutschland. Die Scientology-Organisation darf weiter vom Verfassungsschutz beobachtet werden. Eine Klage der Organisation wurde vom Kölner Verwaltungsgericht abgewiesen.
- München/Deutschland. Nach Baden-Württemberg, Hessen, Niedersachsen und dem Saarland hat nun auch Bayern ein Kopftuchverbot in der Schule erlassen. Nonnentracht und Kippa bleiben aber erlaubt.
- Frankreich. Presseberichten zufolge führten mehrere Faktoren zum Unfall Sébastien Briats, der von einem Castor-Transport-Zug überrollt wurde. Neben Leichtsinn der Demonstranten soll dem Zugführer eine Anweisung für vorsichtige Fahrt an schlecht einsehbaren Stellen gefehlt haben.
- Paris/Frankreich. Der Palästinenserpräsident Jassir Arafat stirbt um 3:30 Uhr MEZ in einem Militärkrankenhaus im Alter von 75 Jahren. Nach Verabschiedung mit militärischen Ehren wird der Leichnam am Donnerstagabend mit einer französischen Militärmaschine nach Kairo geflogen. Mit an Bord ist Arafats Witwe Suha.
- Irak. Wegen der Misshandlung eines irakischen Gefangenen, der daraufhin starb, wird Major Clarke Paulus unehrenhaft aus der US-Armee entlassen.
- Falludscha/Irak. Die United States Army schätzt die Zahl der in Falludscha getöteten Rebellen auf 600. 18 US-Soldaten seien bisher gestorben. Zahlen über die getötete Zivilbevölkerung wurden nicht vorgelegt, viele Einwohner sollen bereits vor Beginn der Offensive geflohen sein.
- Südkorea. Nach Erkenntnissen der Internationalen Atomenergieorganisation hat Südkorea in geheimen Experimenten atomwaffenfähiges Uran und Plutonium hergestellt.
- Vilnius/Litauen. Litauen nimmt als erster EU-Staat die Europäische Verfassung an. Das Parlament in Vilnius stimmt mit 84 Ja- und vier Neinstimmen bei drei Enthaltungen für den Vertrag.
- Kaprun (Salzburg/Österreich). In Kaprun findet die offizielle Einweihungsfeier der Gedenkstätte 11. 11. 2000 für die Opfer des Standseilbahnunglücks am Kitzsteinhorn statt. Der langgezogene Quader wurde in schlichten Sichtbeton errichtet und besitzt 155 farbige Glas-Stelen.
- Vereinigte Staaten. Multimillionär Robert Bigelow setzt nach der Vergabe des Ansari X-Prize einen neuen Preis für private Raumflüge aus. Wer bis zum 10. Januar 2005 als erster 400 Kilometer Flughöhe erreicht, darf sich über den mit 50 Millionen US-Dollar dotierten America’s Space Prize freuen. Weitere 200 Millionen Dollar gibt es für sechs aufeinanderfolgende Raumflüge, 800 Millionen für 24 Flüge innerhalb von fünf Jahren.
- Huntsville (Texas)/Vereinigte Staaten. Innerhalb von 24 Stunden wurden zwei Mörder hingerichtet. Dieses Jahr wurden damit bereits 22 Todesurteile vollstreckt.

### Freitag, 12. November 2004
- Leipzig/Deutschland. Franz Beckenbauer und Pelé stellen bei der ZDF-Abendshow Wetten, dass..? das Maskottchen Goleo VI der Fußball-Weltmeisterschaft 2006 vor.
- Wiesbaden, Deutschland. Das hessische Atomkraftwerk Biblis hat zu viel radioaktives Tritium freigesetzt.
- Bagdad/Irak. Irakische Geistliche haben aus Protest gegen die US-Offensive in Falludscha zu einem einwöchigen Streik ab Samstag aufgerufen.
- Mailand/Italien. Die Staatsanwaltschaft hat im Strafprozess gegen den italienischen Ministerpräsidenten und Medienunternehmer Silvio Berlusconi wegen Bestechung von Richtern im Zusammenhang mit dem Skandal um seine Holding Fininvest acht Jahre Haft beantragt. Die Entscheidung des Gerichts wird am 3. Dezember erwartet.
- Ramallah/Kairo. Unter chaotischen Umständen wird der verstorbene Palästinenser-Präsident Jassir Arafat im Hof seines Hauptquartiers zu Grabe getragen. Zuvor hatte in Kairo eine Trauerfeier stattgefunden.
- Liangwa/Volksrepublik China. Bei einer Explosion in einer illegalen Kohlenmine in der Provinz Henan werden mindestens 33 Menschen getötet.
- Vereinigte Staaten. Neun US-Bundesstaaten wollen das Kyoto-Protokoll anwenden.
- Washington, D.C., Vereinigte Staaten. Tony Blair und George W. Bush bekräftigen in einer gemeinsamen Initiative ihren Wunsch nach einer Lösung des Nahostkonflikts. Als Ziel wird die Errichtung eines freien palästinensischen Staates genannt.

### Samstag, 13. November 2004
- Berlin/Deutschland. Auf einer SPD-Tagung zur Zukunft der Wehrverfassung wird kontrovers über die Wehrpflicht diskutiert. Die Jusos und die Grünen gehören zu den Befürwortern einer Berufsarmee. Erst in einem Jahr soll die Frage auf einem Parteitag entschieden werden.
- Bagdad/Irak. Kassem Dawud, Sicherheitsberater der irakischen Übergangsregierung, meldet die Einnahme von Falludscha und verkündet das Ende der Offensive. Der Einsatz werde auch über das Wochenende hinaus dauern, sagte hingegen ein ranghoher US-Offizier.
- Den Haag/Niederlande. Die niederländische Regierung bekräftigt ihre Absicht, ihre Truppen im März nächsten Jahres aus dem Irak abzuziehen. Laut dem ungarischen Außenminister Ferenc Somogyi werde auch Ungarn seine Irak-Mission auch dann nicht verlängern, wenn die Wahlen im Irak verschoben werden.
- Venlo/Niederlande. Nach dem Mord an Theo van Gogh wird in den Niederlanden erneut ein Brandanschlag auf eine Moschee verübt.
- Washington, D.C./Vereinigte Staaten. In seiner wöchentliche Radio-Ansprache warnt US-Präsident George W. Bush trotz der Fortschritte des US-Militärs in Falludscha vor einer Zunahme der Gewalt Aufständischer im Irak.
- Im Osten der Demokratischen Republik Kongo patrouillieren Friedenstruppen der Vereinten Nationen gemeinsam mit der geeinten kongolesischen Armee, um gegen Hutu-Milizen vorzugehen.
- Der tödlich verletzte Castor-Gegner Sébastien Briat war nicht an die Schienen gekettet. Die Blockierer rechneten damit, dass der Zug gegebenenfalls nicht werde halten können, hieß es in einer Erklärung. Eine Gruppe der Atomkraftgegner versäumte es, den Lokführer zu warnen.

### Sonntag, 14. November 2004
- Berlin/Deutschland. Mit einer Kranzniederlegung in der Neuen Wache begeht Deutschland offiziell den Volkstrauertag. Gedacht wird der Opfer von Krieg und Gewaltherrschaft.
- Hamburg/Deutschland. Der Mord an Theo van Gogh betritt die deutsche Politikbühne. Unionspolitiker fordern von Ausländern unter anderem deutschsprachige Predigten. Gegen Islamisten solle schärfer vorgegangen werden, berichtet die Welt.
- Falludscha/Bagdad, Irak. Die United States Army hat laut Verteidigungsministerium die Kontrolle über die Stadt Falludscha. Die irakische Übergangsregierung hatte einen Tag zuvor die Offensive offiziell für beendet erklärt. Mehr als 1.000 sunnitische Aufständische wurden nach irakischen Regierungsangaben getötet und 200 weitere festgenommen. Bis zum Freitag kamen nach US-Angaben 22 US- und fünf irakische Soldaten ums Leben.
- Ramallah/Palästinensische Autonomiegebiete. Der Palästinensische Wahlausschuss gibt bekannt, dass am 9. Januar die Wahlen zu einem neuen Präsidenten stattfinden werden. Israel will verhindern, dass Palästinenser aus Ost-Jerusalem wählen können.
- Moskau/Russland. Die Prawda informiert unter Bezug auf den russischen Fernsehsender NTW über eine Erklärung des russischen Außenministers Sergei Lawrow: Russland sei prinzipiell zur Übergabe der südlichen Kurilen (Shikotan und Habomai) an Japan bereit. Grundlage dafür ist die gemeinsame Deklaration von 1956. Das sei das einzige Zugeständnis, mit dem Tokio rechnen könne. Dafür müssten die Japaner der Unterzeichnung eines Friedensvertrages zustimmen.
- Washington, D.C./Vereinigte Staaten. Die Vereinigten Staaten planen nach den Worten ihres Außenministers Colin Powell keinen gewaltsamen Umsturz in Iran. Im September hatte das US-amerikanische Magazin Newsweek berichtet, die Regierung arbeite auf einen Regierungswechsel in Iran hin. Dieser solle mit geheimen Aktionen und wenn nötig auch mit Waffengewalt erzwungen werden.
- Washington, D.C./Vereinigte Staaten. Laut New York Times plant das US-Verteidigungsministerium die Entwicklung eines ultraschnellen Internets zu besseren Kriegführung.

### Montag, 15. November 2004
- Thimphu/Bhutan. Die Regierung von Bhutan erlässt ein landesweites Verbot von Tabakwaren.
- Vanuatu. Der Ministerrat fällt eine Überraschungsentscheidung gegenüber der Opposition, indem Premierminister Serge Vohor eine diplomatische Beziehung mit Taiwan aufbauen möchte.
- Berlin/Deutschland. Das Gesundheitsmodell von CDU und CSU stößt auf breite Kritik von Krankenkassen und Parteien wie FDP und SPD. Guido Westerwelle spricht von „Flickschusterei“.
- Fairfield (Connecticut)/Vereinigte Staaten. Der US-amerikanische Konzern General Electric kauft von SPX Edwards die Sicherheitssystemsparte für 1,4 Mrd. US-Dollar.
- New York City/Vereinigte Staaten. Der Sicherheitsrat der Vereinten Nationen verhängt ein sofortiges Waffenembargo über die Republik Elfenbeinküste. Das Embargo soll vorerst für 13 Monate gelten.
- New York City/Vereinigte Staaten. Die Kapitalfirma Dow Jones & Company kauft die Wirtschafts- und Finanzinformationsfirma „MarketWatch“ für 519 Mio. US-Dollar.
- Washington, D.C., Vereinigte Staaten. Der US-Außenminister Colin Powell reicht heute seinen bereits erwarteten Rücktritt ein. Neben Colin Powell geben ebenfalls Ann Veneman (Landwirtschaft), Roderick Paige (Bildung) sowie Spencer Abraham (Energie) ihre Ministerposten in der Regierung auf.
- Washington, D.C./Vereinigte Staaten. Der Oberste Gerichtshof hebt ein im Bundesstaat Texas verhängtes Todesurteil auf, das so offensichtlich verfassungswidrig war, dass das oberste amerikanische Gericht nicht einmal eine mündliche Verhandlung anordnete. Das Urteil kann für viele der derzeit 457 Todeskandidaten positive Auswirkungen haben.

### Dienstag, 16. November 2004
- Mit SMART-1 schwenkt die erste europäische Raumsonde in eine Mond-Umlaufbahn ein.
- Berlin/Deutschland. Der Grünen-Politiker Hans-Christian Ströbele spricht sich für einen gesetzlich festgelegten islamischen Feiertag in Deutschland aus und bringt im Gegenzug die Abschaffung eines christlichen Feiertags ins Gespräch. „Genau solche Zeichen sind angesichts der Anschläge von Holland nötig“, so Ströbele.
- Paris/Frankreich. Die aus Bangladesch stammende Taslima Nasrin erhält den UNESCO-Toleranzpreis.
- Bagdad/Irak. Die Entführer der vor Wochen im Irak verschleppten Mitarbeiterin der Hilfsorganisation CARE Margaret Hassan haben ihre Geisel offenbar ermordet und die Tat in einem Video festgehalten.
- Falludscha/Irak. Filmaufnahmen von der mutmaßlichen Erschießung eines wehrlosen verletzten Irakers in einer Moschee konfrontieren das US-Militär wieder mit dem Vorwurf schwerer Verletzungen der Menschenrechte. Die Vereinten Nationen fordern Untersuchungen der mutmaßlichen Kriegsverbrechen von irakischen und US-amerikanischer Soldaten in Falludscha. UN-Menschenrechtskommissarin Louise Arbour: „Während der aktuellen Auseinandersetzungen hat es eine Reihe von Berichten über Verstöße gegen das Kriegsrecht gegeben.“
- Amsterdam/Niederlande. Ministerpräsident Jan Peter Balkenende und Justizminister Piet Hein Donner wollen Gotteslästerung strafrechtlich ahnden. Nach dem niederländischen Strafgesetzbuch kann sie bereits bestraft werden. Der Paragraph wurde aber seit 35 Jahren nicht mehr angewendet.
- Amsterdam/Niederlande. Niederländische Fernsehzuschauer wählen den Rechtspopulisten Pim Fortuyn zum „größten Niederländer aller Zeiten“. Selbst der Anwalt Fortuyns in der Show sagte: „Die Wahl ist ein Signal, dass in diesem Land etwas nicht stimmt.“
- Washington, D.C./Vereinigte Staaten. Präsident George W. Bush entscheidet sich für Condoleezza Rice als nächste Außenministerin der Vereinigten Staaten.
- Washington, D.C./Vereinigte Staaten. Vier Spitzenkräfte der Central Intelligence Agency, die als Kritiker des Umgangs des Weißen Hauses mit CIA-Einschätzungen zum Rüstungsstand des Irak galten, sind inzwischen zurückgetreten. Am Freitag hatte der 30 Jahre im Dienste stehende stellvertretende Direktor und zeitweilige Übergangschef John E. McLaughlin seinen Rücktritt erklärt. Am Montag folgten ihm der Leiter der Operationsabteilung Stephen Kappes und dessen Stellvertreter Michael Sulick, die beiden wichtigsten Verantwortlichen für die Geheimeinsätze der CIA. Darüber hinaus wurde ein internes Memorandum bekannt, in dem der neue CIA-Chef Porter Goss alle Mitarbeiter anweist, „die Regierung und deren Politik mit unserer Arbeit zu unterstützen“ und weiter ausführt, dass „wir uns als Angestellte einer Behörde nicht mit der Opposition zur Regierung und deren Politik zu identifizieren oder diese gar zu unterstützen und zu fördern haben“.

### Mittwoch, 17. November 2004
- Berlin/Deutschland. Die Bundesregierung will 200 Soldaten in den Sudan entsenden. Das Bundeskabinett beschließt zudem, dass die Bundeswehr auch an der EU-geführten Operation Althea in Bosnien und Herzegowina teilnehmen wird.
- Berlin/Deutschland. Das entwicklungspolitische Kinderhilfswerk terre des hommes stellt den „Weltreport Kindersoldaten“ vor. Laut diesem Bericht mehrerer Kinder- und Menschenrechtsorganisationen werden Kinder in mindestens 20 aktuellen Konflikten als Kindersoldaten missbraucht. Unter anderem in: Afghanistan, Burundi, DR Kongo, Kolumbien, Elfenbeinküste, Irak, Nahost, Sri Lanka, Sudan und Uganda.
- Frankfurt am Main/Deutschland. Die großen islamischen Verbände in Deutschland unterstützen Demonstrationen „für ein friedliches Miteinander und gegen Terrorismus und Gewalt“. In einem gemeinsamen Appell verwahrten sie sich am Dienstag in Frankfurt am Main zugleich gegen eine Gleichsetzung ihrer Religion mit Terrorismus und Gewalt.
- Leipzig/Deutschland. Bei einem Testspiel zwischen Deutschland und Kamerun gewinnt die deutsche Nationalmannschaft. Der Trainer von Kamerun Winfried Schäfer wird drei Stunden nach dem Spiel entlassen.
- Paris/Frankreich. Der ehemalige Rüstungsstaatssekretär und Ex-Präsident des Bundesamts für Verfassungsschutz Holger Pfahls kann nach Deutschland ausgeliefert werden. Ein Berufungsgericht in Paris folgt mit dieser Entscheidung dem Antrag der Staatsanwaltschaft.
- Moskau/Russland. Die russischen Streitkräfte sollen nach einer Ankündigung von Präsident Wladimir Putin in den kommenden Jahren mit neuartigen Atomwaffen ausgerüstet werden, die in der Lage seien, Raketenabwehrschirme zu durchbrechen.
- Bangkok/Thailand. Zur Eröffnung ihres dritten Weltkongresses in Bangkok gibt die in Gland VD, Schweiz ansässige Internationale Naturschutzunion (IUCN) eine neue Fassung der Roten Liste gefährdeter Arten heraus, die jetzt 15.589 bedrohte Pflanzen- und Tierarten umfasst, über 3.000 mehr als auf der Roten Liste 2003. Danach sind jede dritte Amphibienart, 50 % der Süßwasserschildkrötenarten, jede achte Vogelart und 25 % der Säugetierarten vom Aussterben bedroht.
- Columbia (South Carolina)/Vereinigte Staaten. Archäologen der University of South Carolina geben bekannt, dass sich die bei Savannah (Georgia) Spuren menschlicher Besiedlung in Nordamerika auf ein Alter von mindestens 50.000 Jahren datieren lassen. Damit sind sie über 25.000 Jahre älter als sie es nach der allgemein akzeptierten Theorie zur Besiedlung Amerikas sein dürften.
- Cap Canaveral (Florida)/Vereinigte Staaten. Ein NASA-Jet (Scramjet) erreicht die Rekordgeschwindigkeit von Mach 10 (11.000 km/h) nahe der Edwards Air Base in Kalifornien bei Los Angeles.
- Washington, D.C./Vereinigte Staaten. Laut einem Bericht des US-Fernsehsenders NBC zieht George W. Bush nun auch in Betracht, den Minister für Innere Sicherheit Tom Ridge und den Gesundheitsminister Tommy Thompson auszutauschen. Auch wird nicht ausgeschlossen, dass der US-Handelrepräsentant Robert Zoellick ausgewechselt wird.
- Vereinigte Staaten. Die US-Handelskette Kmart und die Kette Sears schließen sich für 11 Mrd. US-Dollar zusammen und bilden das drittgrößte Handelsunternehmen in den Vereinigten Staaten nach Target und Wal-Mart. Es wird befürchtet, dass ein Preiskrieg entstehen könnte.

### Donnerstag, 18. November 2004
- Ägypten/Gazastreifen. Im Grenzgebiet zwischen Ägypten und dem Gazastreifen erschießen israelische Soldaten versehentlich drei ägyptische Grenzwächter.
- Santiago de Chile/Chile. Vor dem Besuch von US-Präsident George W. Bush kommt es in der chilenischen Hauptstadt Santiago zu gewaltsamen Zusammenstößen zwischen Demonstranten und Sicherheitskräften. Zu der Kundgebung hatten Globalisierungskritiker und linke Gruppierungen aufgerufen, die gegen Bush und das Asien-Pazifik-Forum APEC demonstrieren, das am Wochenende seinen Jahresgipfel in Santiago abhält.
- Berlin/Deutschland. Der Bundesnachrichtendienst wusste nach einem ZDF-Bericht schon Wochen vorher von Plänen für Übergriffe von radikalen Kosovo-Albanern gegen Serben im März im Kosovo.
- Berlin/Deutschland. Der Arbeitgeberverband und die Gewerkschaft der Chemie-Branche sprechen sich gemeinsam für den Erhalt der Tarifautonomie aus. Sie lehnen die von CDU und FDP vorgeschlagenen gesetzlichen Öffnungsklauseln ab.
- Frankfurt am Main/Deutschland. Im Prozess um die Folterdrohung gegen den Entführer des Bankierssohnes Jakob von Metzler verteidigt der ehemalige Frankfurter Vize-Polizeichef Wolfgang Daschner sein Vorgehen.
- Sinsheim/Deutschland: Unbekannte verüben einen Anschlag auf eine Moschee. Dabei entsteht ein Sachschaden in Höhe von 10.000 Euro.
- Straßburg/Frankreich. Das Europäische Parlament stimmt der veränderten EU-Kommission Barroso mit breiter Mehrheit zu, nachdem Barroso am 27. Oktober 2004 den ersten Vorschlag zurückziehen musste.
- Nairobi/Kenia. In Kenias Hauptstadt tagt ab heute der Sicherheitsrat der Vereinten Nationen. Auf der Tagesordnung steht die Befriedung des Sudans.
- Rom/Italien. Der rechtsgerichtete Politiker Gianfranco Fini wird neuer italienischer Außenminister. Er folgt damit Franco Frattini nach, der in die neue EU-Kommission wechselt. Fini ist Vorsitzender der Alleanza Nazionale, die aus der neofaschistischen Movimento Sociale Italiano hervorgegangen ist.
- Wien/Österreich. Österreichs kleinster Mobilfunkanbieter Hutchison Drei Austria („3“) hat beim Wiener Handelsgericht eine einstweilige Verfügung gegen T-Mobile Austria erwirkt, nach der die so genannte „Fluchtsteuer“ beim Wechsel des Mobilfunkbetreibers unter Mitnahme der vollen Rufnummer (inklusive Vorwahl, die so genannte „Rufnummernportabilität“) nicht mehr als zwölf Euro betragen darf. Bisher hatten T-Mobile, Mobilkom Austria und One 35 Euro verlangt. Telering, die Nummer vier am Österreichischen Mobilfunkmarkt hat eine ähnliche Klage gegen Mobilkom Austria eingebracht.
- Bangkok/Thailand. Heute beginnt die zehnte Asien-Pazifik-Konferenz der deutschen Wirtschaft.
- Ankara/Türkei. Berlin und Ankara erörtern die Möglichkeit einer Lieferung von 350 deutschen Leopard-2-Kampfpanzern an die Türkei.
- Vereinigte Staaten. Die US-amerikanische Green Party will Stimmen zur US-Präsidentenwahl in Ohio neu auszählen lassen.
- New York City/Vereinigte Staaten. Bob Dylan hat nach Überzeugung von 172 Musikern und Interpreten mit Like A Rolling Stone den besten Song aller Zeiten geschrieben.
- Washington, D.C./Vereinigte Staaten. Der Iran soll an Trägerraketen mit Atomsprengköpfen arbeiten. Dies ginge nach Aussagen von US-Außenminister Colin Powell aus Erkenntnissen amerikanischer Geheimdienste hervor.
- London/Vereinigtes Königreich. Das britische House of Commons verabschiedet ein Sondergesetz, das ab 2005 die traditionelle Fuchsjagd (Hunde-Treibjagd) in England und Wales verbietet.

### Freitag, 19. November 2004
- Santiago de Chile/Chile. Am Rande des APEC-Gipfels kommt es zu gewaltsamen Zusammenstößen zwischen Globalisierungskritikern und Sicherheitskräften. Als sich die Demonstranten zu einem nicht genehmigten Protestzug versammeln wollen, geht die Polizei mit Wasserwerfern und Tränengas gegen diese vor. Zwölf Personen werden festgenommen.
- Rangun/Myanmar. Die regierende Militärjunta hat, nach einer Meldung des Staatsorgans New Light of Myanmar, die Verurteilungen von knapp 4.000 inhaftierten Personen aufgehoben. Diese sollen zu einem späteren Zeitpunkt freigelassen werden. Der Geheimdienst habe bei ihrer Inhaftierung „möglicherweise irreguläre und ungeeignete Mittel“ angewandt, verkündete der staatliche Rundfunk.
- Moskau/Russland. Der russische Erdölkonzern Yukos steht in einigen Sektoren zum Verkauf bereit, um Schulden zu tilgen.
- Spanien. In Spanien findet man ein archäologisch wichtiges Skelett eines Affen, der die Evolutionsbrücke zwischen Mensch und Affen angeblich schließen soll.
- Dar es Salaam/Tansania. In Tansania beginnt die von den Vereinten Nationen und der Afrikanischen Union initiierte zweitägige „Konferenz für Frieden, Sicherheit, Demokratie und Entwicklung in der Region der Großen Seen“. Im Sommer 2005 soll eine Folgeveranstaltung abgehalten werden.
- Jamesville (New York)/Vereinigte Staaten. Der älteste Mann der Welt Fred H. Hale, sr. (* 1890) stirbt mit 113 Jahren. Zu seinen Nachfolgern zählt unter anderem auch der Deutsche Hermann Dörnemann (* 1893).
- New York City/Vereinigte Staaten. Das Museum of Modern Art eröffnet nach drei Jahren Schließung wieder seine Türen. Vorausgegangen war eine Umbaumaßnahme.
- New York City/Vereinigte Staaten. Die Angestelltengewerkschaft der Vereinten Nationen fordert nach einer Abstimmung die UNO-Führung in einer (abgeschwächten) Resolution zu mehr Transparenz auf, da diese einen erheblichen Vertrauensverlust erlitten habe, nimmt jedoch UN-Generalsekretär Kofi Annan ausdrücklich vor Kritik in Schutz.
Mit dem ursprünglichen Resolutionsvorschlag sollte dem Generalsekretär und der UN-Führung das Vertrauen entzogen werden. Anlass dafür ist die angebliche Entlastung des ranghohen UN-Beamten Dileep Nair vom Vorwurf der Begünstigung und der sexuellen Belästigung durch Annan. Dies wäre der erste Misstrauensantrag gegen den Generalsekretär in der 50-jährigen Geschichte der Vereinten Nationen.
- Washington, D.C./Vereinigte Staaten. Notenbank-Chef Alan Greenspan sagt, dass das Handelsdefizit der US-Wirtschaft schaden könnte.

### Samstag, 20. November 2004
- Coesfeld/Deutschland. Die schweren Foltervorwürfe gegen einige Soldaten der Bundeswehr werden von einem General bestätigt. Die Ermittlungen laufen.
- Wien/Österreich: Bei der 5. Verleihung des Nestroy-Theaterpreises werden Birgit Minichmayr als beste Schauspielerin und Toni Slama als bester Schauspieler ausgezeichnet.

### Sonntag, 21. November 2004

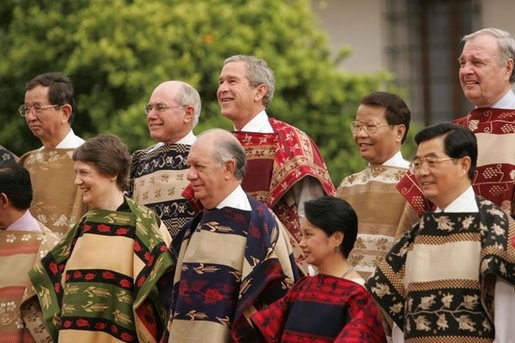
APEC-Gipfelteilnehmer

- Grand-Canyon-Nationalpark (Arizona)/Vereinigte Staaten: Der Grand Canyon wird geflutet, um natürliches Sediment als Substrat für die Tier- und Pflanzenwelt anzuspülen, das durch einen oberhalb gelegenen Damm viele Jahre zurückgehalten wurde.
- Kiew/Ukraine: Bei der Präsidentschaftswahl kommt es zu einer Stichwahl zwischen Wiktor Janukowytsch und Wiktor Juschtschenko. Beobachter sprechen von massiver Wahlfälschung.
- München/Deutschland: Ein Bürgerentscheid beschließt mit geringer Wahlbeteiligung, dass künftig in der bayerischen Landeshauptstadt keine Hochhäuser über 100 Meter gebaut werden dürfen.
- Santiago/Chile: Der 16. Gipfel der Asiatisch-Pazifischen Wirtschaftsgemeinschaft APEC endet mit der gemeinsamen Erklärung, mehr Engagement im Kampf gegen Korruption zu zeigen. Das Fernziel der Mitglieder ist seit 1989 eine Freihandelszone.[10]

### Montag, 22. November 2004
- Scharm El-Scheich/Ägypten. In Ägypten wird eine zweitägige internationale Konferenz zur Situation im Irak eröffnet, bei der es unter anderem um die Organisation der Wahlen im Irak geht, die für den 30. Januar geplant sind. An dem Treffen nehmen unter anderem UN-Generalsekretär Kofi Annan sowie die Außenminister verschiedener europäischer Staaten, der USA, Vertreter der Europäischen Union und der Generalsekretär der Arabischen Liga Amr Moussa teil.
- Algier/Algerien. Fünf vermisste Deutsche müssen, nachdem sie gefunden wurden, vor Gericht. Sie hatten archäologische Fundobjekte bei einer Führung durch einen Nationalpark mitgenommen.
- Brüssel/Belgien. Die Verteidigungsminister der EU-Mitgliedstaaten einigen sich auf die Bildung von 13 mobilen Kampfgruppen (battle groups) mit je rund 1.500 Soldaten, darunter ein deutsch-österreichisch-tschechischer Verband.
- Berlin/Deutschland. Der Gesundheitspolitiker der CSU Horst Seehofer tritt nach Differenzen mit den Parteiführenden von seinem Amt als Fraktions-Vize ab.
- Berlin/Deutschland. Bei der zweiten PISA-Studie mit dem Schwerpunkt Mathematik hat Deutschland erneut schlecht abgeschnitten.
- Teheran/Iran. Wie die Internationale Atomenergie-Organisation (IAEO) bestätigt, hat der Iran sein Programm zur Uran-Anreicherung ausgesetzt. IAEO-Chef Mohammed el-Baradei: „Ich denke, so ziemlich alles ist zu einem Stillstand gekommen“. Deutschland, Frankreich und Großbritannien haben lange in dem Konflikt vermittelt, in dem die USA mehrfach gefordert hatten, dass die Angelegenheit von der IAEO vor den UN-Sicherheitsrat gebracht werde, was durch die Aussetzung nun verhindert wird.
- Libyen. Der venezolanische Staatspräsident Hugo Chávez erhält bei seinem Staatsbesuch von Revolutionsführer Muammar al-Gaddafi den Gaddafi-Menschenrechtspreis für seinen Einsatz für die Armen in Venezuela.
- Slowakei. In der Slowakischen Republik verwüsten Stürme etwa 46.000 ha bewaldetes und touristisch genutztes Gebiet in der Hohen Tatra. Die Landesregierung spricht von einer nationalen Katastrophe.
- Kiew/Ukraine. Der pro-russische Amtsinhaber Wiktor Janukowytsch gewinnt die Wahl. Die Opposition spricht von Wahlbetrug.

### Dienstag, 23. November 2004
- Genf/Schweiz: Laut dem jüngsten Welt-Aids-Bericht von WHO und UNAIDS breitet sich Aids immer schneller aus. Eine Ursache ist die mangelnde Gleichberechtigung in einigen Staaten. Die Zahl der Infizierten erreicht mit über 39 Millionen Menschen einen neuen Höchststand. Im letzten Jahr infizierten sich 4,9 Millionen Menschen neu, 100.000 mehr als im Jahr davor.
- Hamburg/Deutschland: Laut vorab veröffentlichten Interviewauszügen antwortete der deutsche Bundeskanzler Gerhard Schröder auf die Frage eines Fernsehmoderators, ob der Präsident Russlands Wladimir Putin ein „lupenreiner Demokrat“ sei: „Ich bin überzeugt, dass es so ist.“[11]
- Kiew/Ukraine: Oppositionsführer Wiktor Janukowytsch erklärt sich zum Sieger der ukrainischen Präsidentschaftswahl und legt während einer Parlamentssitzung, die von Pro-Juschtschenko-Abgeordneten boykottiert wird, den Amtseid ab.
- New York/Vereinigte Staaten: Der langjährige Moderator der Abendnachrichten von CBS, Dan Rather, kündigt seinen Rücktritt an. Rather deckte in diesem Jahr in der Sendung 60 Minutes den Abu-Ghuraib-Folterskandal auf.

### Mittwoch, 24. November 2004
- Fairfield (Connecticut)/Vereinigte Staaten: General Electric kauft die Wasseraufbereitungsfirma Ionics für 1,1 Mrd. Dollar.
- Israel: Die israelischen Medien veröffentlichen ein Tonband, das die Funksprüche von israelischen Soldaten dokumentiert, die eine palästinensische Schülerin töten. Die Behörden nehmen die Ermittlungen gegen einen Offizier auf, allerdings nur wegen unerlaubten Schusswaffengebrauchs.
- Italien: Aus Protest gegen die geplante Justizreform der Mitte-rechts-Regierung von Ministerpräsident Silvio Berlusconi treten die italienischen Richter, Staatsanwälte und Rechtsanwälte in einen 24-stündigen Streik.

### Donnerstag, 25. November 2004
- Bayreuth/Deutschland: Peter Schneider wird 2005 den Lohengrin bei den Richard-Wagner-Festspielen dirigieren.
- Berlin/Deutschland: Der Publizist Ernst Cramer erhält in diesem Jahr den Heinz-Galinski-Preis.
- Gardasee/Italien: Durch ein Erdbeben werden am Gardasee fünf Menschen verletzt und einige dutzend Gebäude beschädigt. Das Beben hat eine Stärke von 5,2 auf der Richterskala.
- Wiesbaden/Deutschland: Der hessische Datenschutzbeauftragte Michael Ronellenfitsch geht laut einem Zeitungsbericht dem Verdacht nach, dass aus den Vereinigten Staaten importierte Autos ohne Wissen der Kunden Fahrdaten protokollieren. Diese Daten könnten interessant für die Abwehr von Produkthaftungsklagen sein oder an die Werbeindustrie verkauft werden.

### Freitag, 26. November 2004
- Ahlen/Deutschland: In der Westfalen-Kaserne in Ahlen (Kreis Warendorf) ist es zu einem weiteren Misshandlungsfall in der Bundeswehr gekommen.
- Bangkok/Thailand: Die Weltgesundheitsorganisation warnt vor einer Influenza-Pandemie durch einen Übergang des Vogelgrippe-H5N1-Virus, die schon bald Millionen Menschen das Leben kosten könnte.
- Berlin/Deutschland: Der CSU-Abgeordnete Wolfgang Zöller wird neuer Sozialexperte und stellvertretender Vorsitzender der Unions-Bundestagsfraktion. Er tritt damit die Nachfolge von Horst Seehofer an.
- Berlin/Deutschland: Der unionsdominierte Bundesrat lehnt Regelungen zur Umsetzung des Zuwanderungskompromisses ab. Auch die von Rot-Grün verlangte Abschaffung der Eigenheimzulage wird abgelehnt. Auf Druck der FDP wird dagegen Regelungen zugestimmt, die homosexuelle Lebenspartner künftig Eheleuten rechtlich weitgehend gleichstellen.
- Frankfurt am Main/Deutschland: Den vierten Tag hintereinander erreicht der Euro ein neues Rekordhoch gegenüber dem US-Dollar. Der Tageshöchstkurs an der Frankfurter Wertpapierbörse beträgt 1,333 USD.
- Jakarta/Indonesien: Bei einem Erdbeben in der Provinz Papua mit einer Stärke von 6,4 auf der Richterskala kommen mindestens elf Menschen ums Leben, darunter drei Kinder. Mindestens 65 Menschen werden verletzt.
- Palästinensische Autonomiegebiete: Der palästinensische Minister Kadura Fares soll als Sonderbeauftragter der Fatah-Bewegung den in Israel inhaftierten Marwan Barghuti davon abbringen, bei der Wahl des Palästinenser-Präsidenten am 9. Januar anzutreten.
- Paris/Frankreich: Im französischen öffentlich-rechtlichen Fernsehsender France 2 erklärt Laurent Fabius, der Führer der Opposition gegen die europäische Verfassung innerhalb der sozialistischen Partei PS, dass die Zustimmung der europäischen Schwesterparteien zur Verfassung der EU „von oben“ auferlegt worden sei.
- Madrid/Spanien: Die sozialistischen und sozialdemokratischen Parteien der Europäischen Union treten zusammen, um unter anderem über die neue europäische Verfassung zu diskutieren. Die französische sozialistische Partei ist mit ihrer belgischen Schwesterpartei die einzige, bei der es eine Diskussion zur Ablehnung der Verfassung gibt.
- Mountain View/Vereinigte Staaten: Mit Google Scholar will der Internet-Suchdienst Google Wissenschaftlern den Zugang zu Fachliteratur erleichtern. Für nicht-amerikanische Texte funktioniert das Angebot zurzeit nur unbefriedigend.

### Samstag, 27. November 2004
- Bangkok/Thailand: Die deutsche Auswahl gewinnt die FIFA U-19-Frauenfußball-Weltmeisterschaft in Thailand 2004 überlegen gegen China mit 2:0.
- Berlin/Deutschland: Für ihre Aktion „Erlesenes erhalten“ wurde die taz mit dem „Award of Excellence“ des European Newspaper Award ausgezeichnet.
- Gretzenbach/Schweiz: In der Solothurner Gemeinde Gretzenbach rücken elf Feuerwehrleute zu einem Brand in einer Tiefgarage aus. Während der Löscharbeiten stürzt die Decke ein: Sieben Angehörige der Freiwilligen Feuerwehr Gretzenbach kommen ums Leben.
- Kiew/Ukraine: Das ukrainische Parlament erklärt die Stichwahl vom Sonntag für ungültig. Somit ist noch immer nicht entschieden, ob Wiktor Juschtschenko oder Wiktor Janukowytsch der zukünftige Präsident sein wird.
- Paris/Frankreich: Der französische Finanzminister Nicolas Sarkozy wird Chef der Partei UMP. Er sagte Präsident Chirac zu, seinen Stuhl im Finanzministerium zu räumen.
- Vatikanstadt: Papst Johannes Paul II. übergibt dem Patriarchen von Konstantinopel, Bartholomeos I., die sterblichen Überreste der Kirchenväter Gregor von Nazianz und Johannes Chrysostomos als Geste der Ökumene.

### Sonntag, 28. November 2004
- Berlin/Deutschland: Der Bundesminister der Finanzen Hans Eichel kritisiert, dass alle neuen Bundesländer, mit Ausnahme von Sachsen, die Fördermittel aus dem Aufbau Ost teilweise zweckentfremden.
- Bern/Schweiz: Bei den staatlichen Volksabstimmungen wird der Bundesbeschluss zur Neugestaltung des Finanzausgleichs und der Aufgabenteilung zwischen Bund und Kantonen (NFA), der Bundesbeschluss über eine neue Finanzordnung sowie das Bundesgesetz über die Forschung an embryonalen Stammzellen (Stammzellenforschungsgesetz, StFG) angenommen.
- Paris/Frankreich: Der französische Landwirtschaftsminister Hervé Gaymard löst Nicolas Sarkozy als Finanzminister ab. Sarkozy wurde gestern zum Chef der Chirac-Partei UMP gewählt.
- Santiago/Chile: Der chilenische Präsident Ricardo Lagos kündigt Entschädigungszahlungen für Opfer des Terrors von Augusto Pinochet und deren Angehörige an.
- Tongchuan/China: Bei einem Grubenunglück sterben 165 Bergleute.

### Montag, 29. November 2004
- Bern/Schweiz: In der Schweiz werden Jean-Philippe Maitre zum neuen Nationalratspräsident und Bruno Frick zum neuen Ständeratspräsident gewählt.
- Kiew/Ukraine: Der Präsident der Ukraine Leonid Kutschma spricht sich für Neuwahlen aus.
- Nairobi/Kenia: In Nairobi beginnt eine einwöchige Konferenz der Unterzeichnerstaaten der Ottawa-Konvention zur Ächtung von Antipersonenminen.

### Dienstag, 30. November 2004

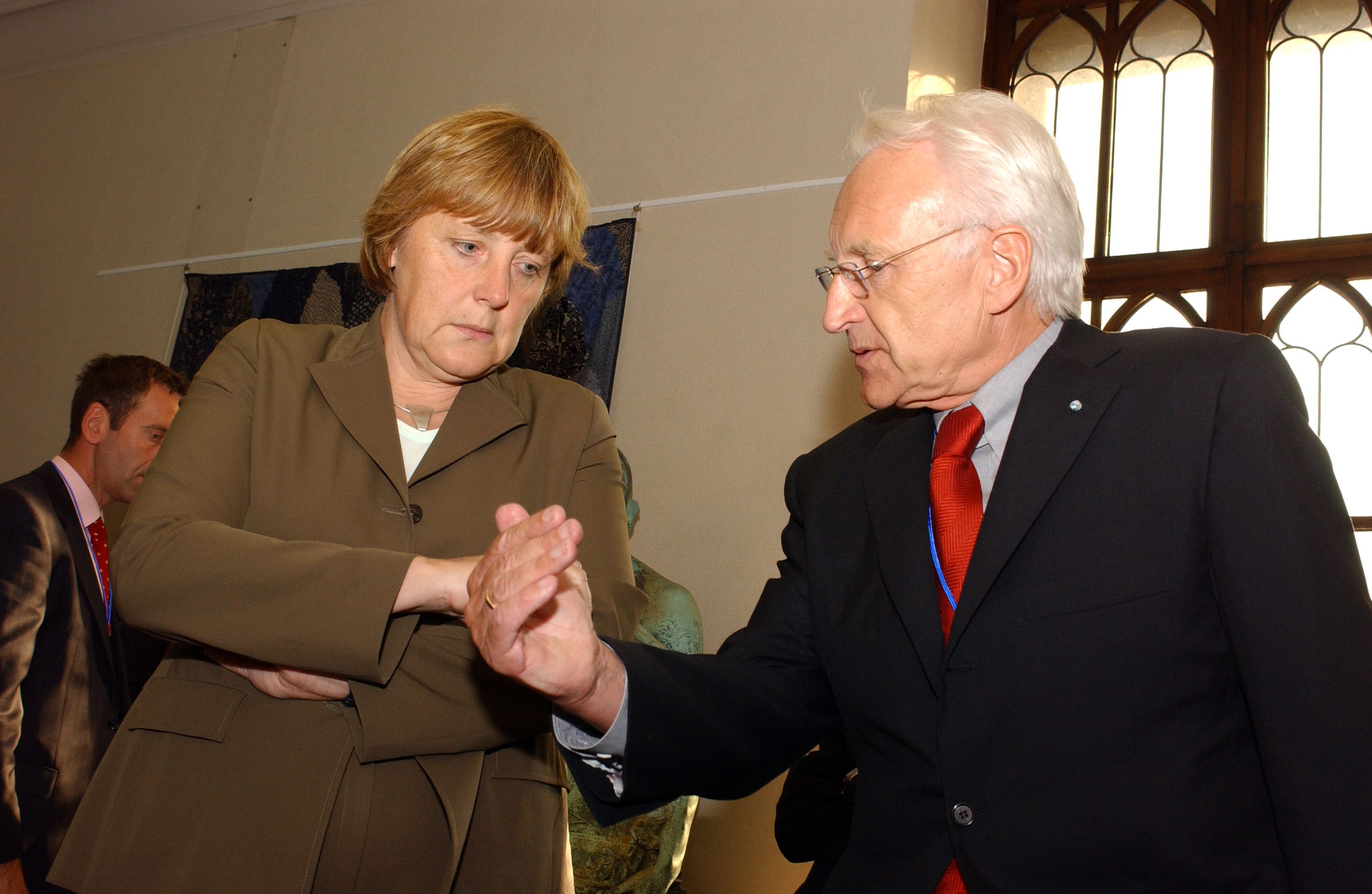
Angela Merkel (CDU), Edmund Stoiber (CSU)

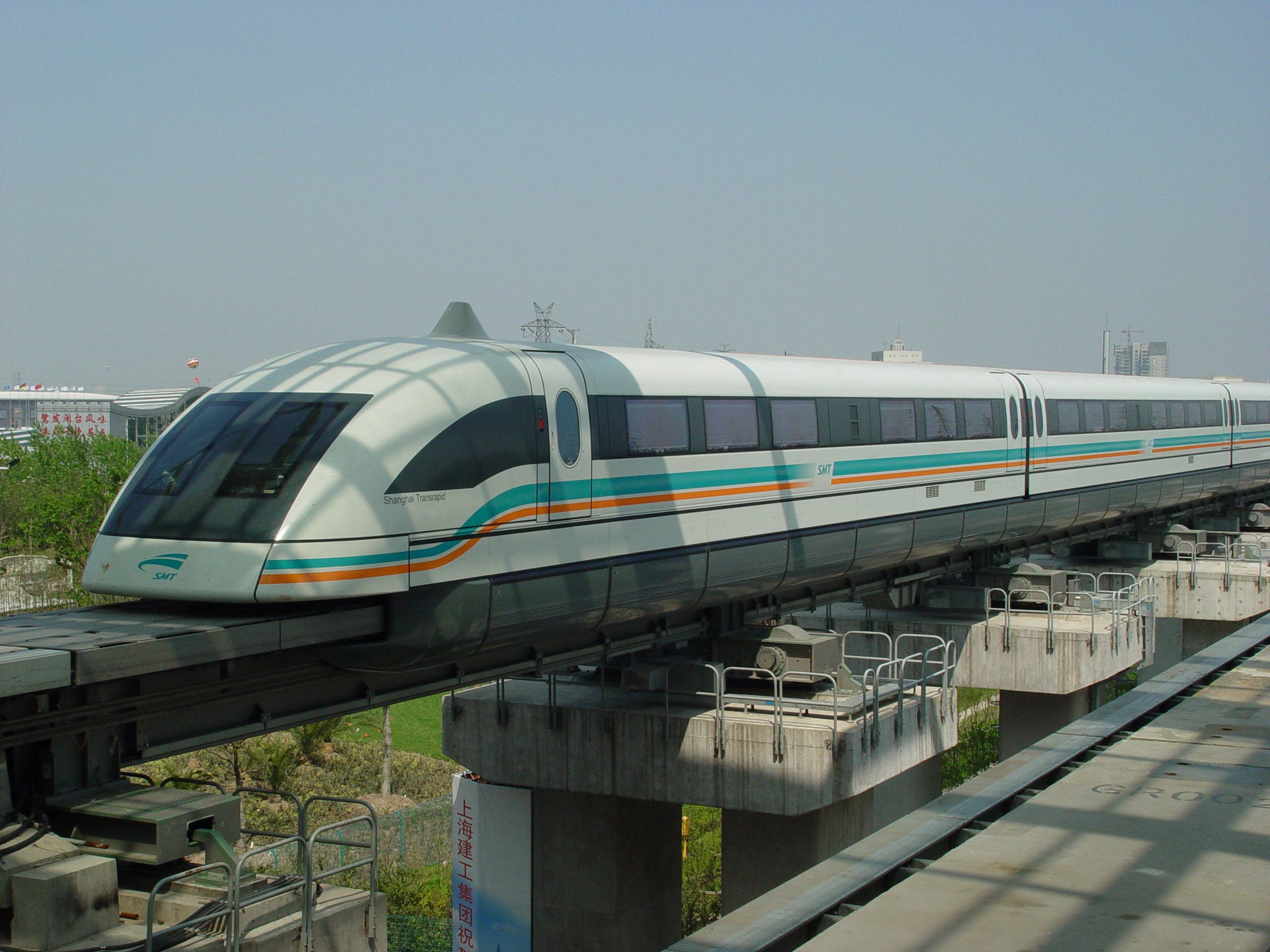
Shanghai Maglev Train (Transrapid)

- Montenegro: Unbekannte Täter verüben mit einem fingierten Autounfall einen Mordanschlag auf den Präsidenten der Republik Serbien Boris Tadić, der jedoch unverletzt überlebt.[12]
- Peking/China: Die chinesische Regierung beschließt die Verlängerung der Transrapidtrasse in Shanghai um acht Kilometer.
- Quezon/Philippinen: Bei Überschwemmungen und Erdrutschen kommen in der Provinz Quezon über 300 Menschen ums Leben.
- Rom/Italien: Der fünfte Generalstreik seit Antritt Silvio Berlusconis 2001 beginnt, die Menschen protestieren mit dem Streik gegen eine Reform der Steuergesetzgebung.
- Washington, D.C./Vereinigte Staaten: Der Minister für Innere Sicherheit Tom Ridge tritt zurück.
- Washington, D.C./Vereinigte Staaten: Nach einem Bericht der Zeitung The New York Times gelangte das Internationale Komitee vom Roten Kreuz nach Besuchen im US-amerikanischen Gefangenenlager Guantanamo bereits im Juli dieses Jahres zu der Auffassung, dass bestimmte dort an Gefangenen, die unter Terrorverdacht stehen, praktizierte psychische und physische Haft- und Verhörmethoden den Tatbestand der völker- und menschenrechtswidrigen Folter erfüllen.